# بی‌نقص (ترانه اد شیرن)
«بی‌نقص» ترانه‌ای است از خواننده انگلیسی اد شیرن از سومین آلبوم استودیویی او، ÷ (۲۰۱۷). پس از انتشار آلبوم، ترانه در جایگاه چهارم جدول تک‌آهنگ‌های بریتانیا قرار گرفت. در ۲۱ آگوست ۲۰۱۷، بیلبورد اعلام کرد که "بی‌نقص" چهارمین تک‌آهنگ از آلبوم اد است.
این تک‌آهنگ در چارت‌های کانادا، والونیا، اسکاتلند، فرانسه، دانمارک، استرالیا، سوئیس، پرتغال، فلاندرز، در رتبه اول و در چارت‌های، اسپانیا، سوئد، نیوزلند، اتریش جزو ده ترانه اول قرار گرفت.